# Jacqueline de Romilly
Jacqueline de Romilly, de domo Jacqueline David (ur. 26 marca 1913 w Chartres, zm. 18 grudnia 2010 w Boulogne-Billancourt) – francuska filolog klasyczna. Była członkiem Akademii Francuskiej i pierwszą kobietą, która została profesorem Collège de France. Światową sławę przyniosły jej badania nad językiem i cywilizacją starożytnej Grecji, zwłaszcza prace o Tukidydesie. 

## Życiorys
Urodziła się w 1913 jako córka profesora filozofii Maxime'a Davida (który w 1914 zginął na wojnie) i Jeanne Malvoisin. Jako uczennica lycée Molière zdobyła w 1930 pierwszą nagrodę w Concours général z języka łacińskiego i drugą z języka greckiego – był to pierwszy rok, w którym do tego prestiżowego konkursu uczniowskiego mogły przystępować dziewczęta. Po ukończeniu kursu przygotowawczego w Lycée Louis-le-Grand podjęła studia w paryskiej École normale supérieure. Jako uczennica grecysty Paula Mazona w 1936 uzyskała agrégation, a w 1947 obroniła doktorat. W 1940 poślubiła Michela Wormsa de Romilly.
Od 1939 była nauczycielką w Bordeaux, Wersalu i innych miastach. Wkrótce po asystenturze w Sorbonie została profesorem grecystyki na Uniwersytecie w Lille (1949–1957). Następnie (1957–1973) była profesorem Sorbony. W 1973 otrzymała katedrę o nazwie "Grecja a rozwój myśli politycznej i moralnej" (La Grèce et la formation de la pensée morale et politique) w Collège de France – jako pierwsza kobieta w dziejach tej instytucji. W 1988 została drugą (po Marguerite Yourcenar) kobietą członkiem Akademii Francuskiej. Objęła fotel 7. po André Roussinie. Przewodniczyła Association Guillaume Budé, a następnie była prezesem honorowym tej organizacji. Była członkiem korespondentem kilkunastu państwowych akademii nauk i doktorem honoris causa uniwersytetów w Oksfordzie, Atenach, Dublinie, Heidelbergu, Montrealu i Yale. Otrzymała także austriacki order Ehrenzeichen für Wissenschaft und Kunst.
W 1995 nadano jej obywatelstwo Grecji, a w 2000 została przez rząd tego kraju mianowana ambasadorem kultury.
Zainteresowania naukowe Jacqueline de Romilly obejmowały przede wszystkim twórczość pisarzy greckich okresu klasycznego – zwłaszcza Tukidydesa i wielkich tragików oraz historię idei. Pisała także wiele o nauczaniu. Dwie jej książki nie są związane z działalnością naukową: książka o Prowansji Sur les chemins de Sainte-Victoire z 1987 i powieść z 1990. 
W języku polskim ukazała się w 1994 jej książka Tragedia grecka (La tragédie grecque) w przekładzie Ireny Sławińskiej. Obejmuje ona wprowadzenie, pięć rozdziałów i zamknięcie. Książka ma układ zbliżony do chronologicznego, nie jest jednak typowym kompendium – koncentruje się na związkach tragedii ze światem idei społecznych, antropologicznych i religijnych.

## Wybrane dzieła
- 1947, 1951 – Thucydide et l’impérialisme athénien, la pensée de l’historien et la genèse de l’œuvre (teza doktorska)
- 1953–1972 – Thucydide. La guerre du Péloponnèse, 5 tomów (edycja i tłumaczenie dzieła Tukidydesa we współpracy z L. Bodinem i R. Weilem)
- 1956, 1967 – Histoire et raison chez Thucydide
- 1958, 1971 – La crainte et l’angoisse dans le théâtre d’Eschyle
- 1961, 1980 – L’évolution du pathétique, d’Eschyle à Euripide
- 1968 – Time in greek tragedy
- 1969 – Nous autres professeurs
- 1970, 1982 – La tragédie grecque
- 1971 – La loi dans la pensée grecque, des origines à Aristote
- 1975 – Problèmes de la démocratie grecque
- 1976 – Magic and rhetoric in ancient Greece
- 1977 – The rise and fall of States according to Greek authors
- 1979 – La douceur dans la pensée grecque
- 1980 – Précis de littérature grecque
- 1984, 1991 – "Patience mon cœur!". L’essor de la psychologie dans la littérature grecque classique
- 1984 – L’enseignement en détresse
- 1985 – Homère
- 1986 – La modernité d’Euripide
- 1987 – Sur les chemins de Sainte-Victoire
- 1988 – Les grandes sophistes dans l’Athènes de Périclès
- 1989 – La Grèce à la découverte de la liberté
- 1990 – Ouverture à cœur
- 1990 – La construction de la vérité chez Thucydide
- 1990 – Thucydide. Histoire de la guerre du Péloponnèse (przekład)
- 1991 – Écrits sur l’enseignement
- 1992 – Pourquoi la Grèce?
- 1993 – Les œufs de Pâques
- 1993 – Lettre aux parents sur les choix scolaires
- 1994 – Rencontres avec la Grèce antique
- 1995 – Tragédies grecques au fil des ans
- 1995 – Alcibiade ou les dangers de l’ambition
- 1997 – Hector
- 1998 – Le Trésor des savoirs oubliés
- 1999 – Laisse flotter les rubans
- 2000 – La Grèce antique contre la violence
- 2002 – Sous des dehors si calmes
- 2003 – Une certaine idée de la Grèce
- 2006 – Les Roses de la solitude
- 2007 – Dans le jardin des mots